# Semaeopus offlexa
Semaeopus offlexa là một loài bướm đêm trong họ Geometridae.